# Кароль Стояновський
Кароль Стояновський (пол. Karol Stojanowski; 3 травня 1895, Кобиловолоки, нині Теребовлянський район — 9 червня 1947 р., Вроцлав) — польський антрополог, археолог, громадський діяч, професор. Автор численних праць з історії та антропології політичної, соціальної та історичної; був прихильником євгеніки.

## Життєпис
Народився у родині малоземельного селянина Казімежа Стояновського (помер у 1965 р., прожив 96) та його дружини Гонорати (померла у 1951 р., прожила 74), з дому Шкварек.
Навчатись розпочав у Кобиловолоцькій етатовій школі, 3 класи якої закінчив у 1907 р.. Продовжив у Теребовлянській «паньствовій» гімназії. У 1909 році переїхав до Львова, де продовжив навчання у 6-й міській гімназії ім. Станіслава Сташица (вул. Личаківська, 37), закінчивши 7-й та 8-й класи.
27 серпня 1914 р. добровольцем записався до східного легіону І бригади, потім служив у 1 батальйоні та батальйоні … 1 полку піхоти 1 бригади. 30 вересня 1915 р. організував «комірку» Польської Організації Військової у Буданові. Був арештований владою ЗУНР, потрапив до табору, де захворів тифом.
Восени 1919 року розпочав вчителювати у приватній гімназії ім. Юліуша Словацького у Чорткові.
Брав участь у польсько-радянській війні 1920 р. (бої біля сіл Стрептів, Задвір'я (так звані польські Термопіли), Желехів, Ляшки-Королівські, Зухоричі (поранений в стопу). Після війни відновив працю вчителем у Чортківській гімназії. Після цього його запросили працювати у кураторії (1921—1922 рр.), несподівано — асистентом у Леона Козловського.
На Федір-горі у Бучачі під час археологічних розкопок у 1922 році Леон Козловський та Кароль Стояновський року знайшли кам'яні долота, тесла зі старанно зашліфованою поверхнею — інвентар, типовий для племен культури лінійно-стрічкової кераміки (6-3 тис. до н. е.).
У Вроцлаві мешкав за адресою Пляц Університетський, 7. Восени 1946 вчетверте захворів «рожею».
Помер 9 червня 1947 р., був похований 12 числа на парафіяльному цвинтарі на Семпольні (св. Вавжинця) біля вул. Сментної у Вроцлаві.

## Нагороди
- Медаль Незалежності у 1932 р.
- Хрест Незалежності у 1937 р.

## Праці
Мав 150 відомих робіт:
- (пол.) O reslawizację Wschodnich Niemiec (1946)
- (пол.) Państwo Zachodnio-Słowiańskie (1942)
- (пол.) Typy kraniologiczne Polski (1924) — rozprawa doktorska
- (пол.) Szkice do prehistorycznej antropologii Europy Północnej (1926) — habilitacja
- (пол.) Typy kraniologiczne Wielkopolski (1934)
- (пол.) Antropologia prehistoryczna Polski (1948)
- (пол.) Przyczyna zmian niektórych cech fizycznych u potomstwa migrantów do miast (1947)
- (пол.) Dobory społeczne ludności miasta Poznania (1930)
- (пол.) Teorie nordyczne jako parawan imperializmu niemieckiego (1932)
- (пол.) Rasizm, przeciw słowiańszczyźnie (1934)
- (пол.) Rasowe podstawy eugeniki (1927)
- (пол.) Polsko-niemieckie zagadnienia rasy (1939)
- (пол.) Przyczynki do zróżnicowania rasowego młodzieży polskiej (1929)
- (пол.) Chłop a państwo narodowe (1937)
- (пол.) Szkice do prehistorycznej antropologii Europy Północnej (1926)
- (пол.) Skład rasowy przypuszczalnych Celtów okresu lateńskiego (1937)
- (пол.) Zarys metodyki prawa harcerskiego (1928)
- (пол.) Z badań nad antropologią Śląska. Skład rasowy katowickiej młodzieży poborowej (1937)
- (пол.) Źródła tak zwanej Kroniki Ura Linda" (1935)
- (пол.) Przyszła Polska — państwem narodowym (1940)